# Патракеевская (Тарногский район)
Патракеевская — деревня в Тарногском районе Вологодской области.
Входит в состав Верховского сельского поселения, с точки зрения административно-территориального деления — в Верховский сельсовет.
Расстояние по автодороге до районного центра Тарногского Городка — 44 км, до центра муниципального образования Верховского Погоста — 2 км. Ближайшие населённые пункты — Доронинская, Цибунинская, Кузьминская, Баранская, Великая, Игнатовская, Макаровская, Павловская.
По переписи 2002 года население — 35 человек (21 мужчина, 14 женщин). Всё население — русские.